# Vivean Gray
Vivean Gray, eigentlich Jean Vivra Gray, (* 20. Juli 1924 in Cleethorpes, Lincolnshire; † 29. Juli 2016 in Shoreham-by-Sea, West Sussex) war eine britisch-australische Schauspielerin.

## Leben

### Herkunft und Familie
Vivean Gray wurde als Tochter von Allan Gray und Doris Gray geboren. Ihre Eltern hatten im Jahr 1923 im Distrikt von Simpson in Buckinghamshire geheiratet. Sie war das älteste von vier Kindern. Sie besuchte die Thrunscoe Girls’ School. In den 1930er Jahren zog die Familie nach Kingston upon Thames in South West London um. 1941 wurde die Familie wegen des Zweiten Weltkriegs wieder zurück nach Cleethorpes evakuiert. 1945 ließ sich die Familie in New Malden, Surrey nieder, wo Grays Vater eine Anstellung als Fischhändler in den Grimsby Docks erhielt und einen Fish-and-Chips-Laden führte.
Gray arbeitete zunächst als Lokalreporterin, als Fotoassistentin und als Verkäuferin in einem Warenhaus. Später wurde sie Krankenschwester und arbeitete während des Zweiten Weltkriegs bei der Women’s Land Army. 1952 (nach anderen Quellen: 1953) emigrierte sie nach Australien, um dort eine Karriere als Schauspielerin zu beginnen, da ihr die Beschäftigungsmöglichkeiten als Schauspielerin in Großbritannien zu begrenzt erschienen. In Australien erhielt sie Rollen auf der Bühne und im Radio, später arbeitete sie auch für das Kino und das Fernsehen.

### Karriere
In den 1970er und 1980er Jahren war Gray in einigen Fernsehfilmen und Fernsehserien zu sehen, die von Crawford Productions hergestellt wurden, u. a. in Homicide (1969–1974), Division 4 (1970–1975), Matlock Police (1972; 1976), Der Landpolizist (1976), Bluey (1976) und Carson’s Law (1983).
Ihre bekannteste Kinorolle hatte sie als Mathematiklehrerin Miss McGraw, die gemeinsam mit einigen Schülerinnen bei einem Ausflug zum Hanging Rock auf mysteriöse Weise verschwindet, in Peter Weirs Spielfilm Picknick am Valentinstag (1975). Mit Peter Weir arbeitete sie nochmals bei dem Film Die letzte Flut (1977), mit Richard Chamberlain in der Hauptrolle, zusammen. Sie spielte die Rolle der Wissenschaftlerin Dr. Whitburn, einer Expertin für die Kultur der Aborigines.
Als Fernsehschauspielerin wurde sie insbesondere durch zwei langjährige Serienrollen bekannt: als Ida Jessup in der australischen Soap The Sullivans (1976–1983) und als Nell Mangel in der Seifenoper Nachbarn (1986–1988). Beide Rollen waren als klatschsüchtige Nachbarinnen ähnlich angelegt. Als Ida Jessup spielte sie die aus dem englischen Battersea stammende Nachbarin der Sullivans, einer Melbourner Familie aus der australischen Mittelklasse. Für ihre Rolle als Ida Jessup gewann sie zwei Logie Awards: 1978 in der Kategorie: „Best Sustained Performance by an Actress in a Supporting Role“ und 1981 in der Kategorie: „Best Support Actress in a Series“.
1986 wurde Gray für die Rolle der Nell Mangel, bekannt als Mrs. Mangel, in der Seifenoper Nachbarn besetzt. Ihre Auftritte waren zunächst nur für eine Dauer von drei Wochen geplant. Ihre Figur erwies sich jedoch als so erfolgreich, dass ihre Rolle bis 1988 in der Serie zu sehen war. Gray spielte die Nell Mangel in insgesamt 292 Folgen. Obwohl sie nur zwei Jahre in der Serie mitspielte, gehörte Grays Figur Nell Mangel zu den „Ikonen“ und den größten „Bösewichtern“ der Serie. Nell Mangel war bekannt für ihre anhaltende Fehde mit ihrer Nachbarin, der Serienfigur Madge Bishop, gespielt von Anne Charleston, und ihren Wettbewerb um die Gefühle des Mieters Harold Bishop (gespielt von Ian Smith). Gray verließ die Serie aufgrund teils heftiger Reaktionen ihrer Fans, die den fiktiven Charakter der Nell Mangel nicht von der Person Vivean Gray trennen konnten. Ihr Ausstieg aus der Serie erfolgte durch einen Umzug der Figur Nell Mangel nach St Albans in Hertfordshire, wo sie mit einem pensionierten Zahnarzt ein glückliches Rentnerdasein lebte.
Außerdem war sie noch in einer wiederkehrenden Serienrolle als vornehme Giftmörderin in der australischen Gefängnisserie Prisoner (1984) zu sehen.

### Späte Jahre
Nach ihrem Ausstieg aus der Serie Nachbarn zog sich Gray vollkommen aus der Öffentlichkeit zurück. Die Rolle der Nell Mangel blieb ihre letzte Rolle. Sie gab die Schauspielerei anschließend völlig auf. Mitte der 1990er Jahre kehrte sie in ihre Heimat Großbritannien zurück. Sie zog nach Shoreham-by-Sea in West Sussex, wo sie fortan ein ruhiges und privates Leben führte. Sie lehnte Interviewanfragen strikt ab und beantwortete auch keinerlei Fanpost oder Autogrammwünsche. 1995 erschien eine australische Briefmarke, auf der Gray in ihrer Rolle in Picknick am Valentinstag abgebildet war.
Gray starb im Juli 2016 im Alter von 92 Jahren in ihrem Heimatort.

## Filmografie (Auswahl)
- 1969–1974: Homicide (Fernsehserie; sechs Folgen, verschiedene Rollen)
- 1970–1975: Division 4 (Fernsehserie; elf Folgen, verschiedene Rollen)
- 1971: A City’s Child (Kinofilm)
- 1972; 1976: Matlock Police (Fernsehserie; drei Folgen, verschiedene Rollen)
- 1973: Libido (Kinofilm)
- 1975: The Great MacArthy (Kinofilm)
- 1975: Picknick am Valentinstag (Kinofilm; Originaltitel: Picnic at Hanging Rock)
- 1976: Der Landpolizist (Fernsehserie; eine Folge)
- 1976: Bluey (Fernsehserie; eine Folge)
- 1976–1983: The Sullivans (Fernsehserie; Serienrolle)
- 1977: Die letzte Flut (Kinofilm; Originaltitel: The Last Wave)
- 1983: Carson’s Law (Fernsehserie)
- 1983: All the Rivers Run (Mini-Serie)
- 1984: Prisoner (Fernsehserie; Serienrolle)
- 1986–1988: Nachbarn (Fernsehserie; Serienrolle)